# 2-метил-2-хлорпропан
2-метил-2-хлорпропан (трет-бутилхлорид) — вещество, состоящее из углерода, водорода и хлора. При нормальных условиях является бесцветной жидкостью, нерастворимой в воде. Легко воспламеняется. Гидролизуется до трет-бутилового спирта. В промышленности используется в качестве прекурсора для синтеза других органических соединений.

## Изомеры
2-Метил-2-хлорпропан имеет три изомера: 1-хлорбутан, 2-хлорбутан и 2-метил-1-хлорпропан.

## Получение
трет-Бутилхлорид  получают реакцией трет-бутилового спирта с хлористым водородом. В лаборатории используется концентрированная соляная кислота. Реакция идёт по механизму мономолекулярного нуклеофильного замещения SN1.
| Этап 1                                                    | Этап 2                                                                                       | Этап 3                                         |
|                                                           |                                                                                              |                                                |
| Кислота протонирует спирт, образуя уходящую группу (вода) | Вода покидает протонированный t-BuOH, образуя относительно стабильный третичный карбокатион. | Хлорид-ион атакует карбокатион, образуя t-BuCl |

Общий вид реакции: